# スラー酒
スラー酒（スラーしゅ、Surā）は、インド神話にも登場する酩酊飲料の1種で、悪性の酔いをもたらすとされる。乳海攪拌のさいに女神スラーデーヴィー（スラー。ヴァルナ神の妃ヴァルニーと同一視される）が持って現れたとされるが、現実的には糖蜜、米粉、蜜（マドゥ。マドゥーカ花とも）で作られた3種類があるという。
スラー酒はラージャスーヤ祭で重要な役割を持ち、ソーマに匹敵する効能を持つともいわれる。しかし『リグ・ヴェーダ』では飲み方を誤ると飲んだ者を悩ませるとし、神話でもしばしば敵を悪酔いさせて罠に陥れる策略にスラー酒が用いられる。
『マヌ法典』によるとスラー酒はヤクシャ、ラークシャサ、ピシャーチャの飲み物であり、スラー酒を飲むと歯黒病にかかるという。さらにスラー酒を飲むこと（スラーパーナ）はバラモン殺しや黄金の窃盗などとともに5つの大罪の1つに数えられ、3カースト（特にバラモン）が飲むことを禁じており、誤って飲んだ場合の贖罪の方法も規定されている。
インド神話によるとインドラのヴリトラ殺しには多くバリエーションがあるが、その中にはインドラがスラー酒を策略に用いた話がある。すなわち最初インドラはヴリトラと協定を結んだが、アプサラスのラムバーを送り込んで誘惑させ、スラー酒を飲ませようとした。バラモンであったヴリトラは、スラー酒を飲むことが禁じられていることを知っていたが、断り切れずに飲んでしまい、気を失った隙にインドラによって倒されてしまった。
しかしインドラがナムチと協定を結んだときは、逆にインドラがスラー酒を飲まされて、あらゆる力を喪失するが、アシュヴィン双神と女神サラスヴァティーの働きによって回復し、ナムチを殺すことができたという。